# Puleng Lala
Puleng Lala (11 de mayo de 1979) es una deportista lesotense que compitió en taekwondo. Ganó tres medallas en el Campeonato Africano de Taekwondo entre los años 1996 y 2003.

## Palmarés internacional
| Campeonato Africano | Campeonato Africano       | Campeonato Africano | Campeonato Africano |
| Año                 | Lugar                     | Medalla             | Categoría           |
| ------------------- | ------------------------- | ------------------- | ------------------- |
| 1996                | Johannesburgo (Sudáfrica) | Medalla de plata    | –60 kg              |
| 1998                | Nairobi (Kenia)           | Medalla de oro      | –67 kg              |
| 2003                | Abuya (Nigeria)           | Medalla de plata    | +72 kg              |